# Karma Chameleon
Karma Chameleon är en låt av den brittiska popgruppen Culture Club, utgiven som singel den 5 september 1983. Låten låg bland annat på förstaplatsen på den brittiska singellistan, på Billboard i USA och den svenska singellistan, och medverkade till att Culture Club blev kända över hela världen.
Videon utspelar sig bland annat på en flodbåt i Mississippi år 1870.